# Vathek
Vathek es una novela gótica escrita por William Beckford. Fue originalmente redactada en francés en 1782, y traducida después al inglés por el reverendo Samuel Henley. Esta versión fue publicada en 1786 sin mención alguna a Beckford como An Arabian Tale, From an Unpublished Manuscript ("Un cuento árabe, de un manuscrito inédito"), afirmando que se trataba de una traducción de un cierto original árabe. Ese mismo año apareció la primera edición en francés. La primera traducción al español se publicó en 1969.
William Beckford escribió también unos "Episodios", historias cortas que pretendía intercalar en el texto principal. Sin embargo, su inclusión en las ediciones de Vathek se demoró hasta mucho después de su muerte.
Se suele considerar Vathek como uno de los precedentes más importantes de la estética surrealista.[cita requerida]

## Historia e influencias
Vathek aprovechó la obsesión que se vivió en el siglo XVIII (y principios del XIX) con respecto a todo lo oriental (véase Orientalismo), inspirada en la traducción que hizo Antoine Galland de Las mil y una noches al francés (y retraducida al inglés en 1708). Beckford también fue influenciado por obras similares del escritor francés Voltaire. Su originalidad radicó en combinar los elementos orientales populares con los estilos góticos de El castillo de Otranto (1764) de Horace Walpole. Como resultado, Vathek es generalmente puesta junto a la novela de Walpole y a Frankenstein (1818) de Mary Shelley entre las obras de primer rango de la ficción gótica temprana.
William Beckford escribió Vathek en francés en 1782, a la edad de 21 años. A menudo afirmaba que había escrito Vathek como una respuesta emocional a "los eventos que sucedieron en Fonthill en la Navidad de 1781", cuando creó una elaborada jornada de entretenimiento de inspiración oriental en su lujosa finca allí ubicada con ayuda del famoso pintor y escenógrafo Philip James de Loutherbourg. Según Beckford, solo le tomó dos o tres días y las noches intermedias escribir el libro entero. 
Vathek fue escrito durante una época en la que parte de la cultura europea estaba influenciada por el orientalismo. Es un cuento árabe debido al escenario y los personajes orientales y la representación de las culturas, sociedades y mitos orientales. Vathek es también una novela gótica con énfasis en lo sobrenatural, fantasmas y espíritus, así como el terror que intenta inducir al lector. 
El personaje que le da título a la obra está inspirado en al-Wáthiq (en árabe: الواثق), hijo de al-Mu'tásim, un califa abasí que reinó en 842–847 (227–232 AH en el calendario islámico), quien tenía una gran sed de conocimiento y se convirtió en un gran patrono de académicos y artistas. Durante su reinado estallaron varias revueltas y al-Wáthiq tomó un papel activo en sofocarlas. Murió de fiebre el 10 de agosto de 847. 
La narrativa de Vathek utiliza un narrador en tercera persona, omnisciente y semi-intrusivo. La novela, si bien puede prestarse a dividirse en capítulos, es un manuscrito completo sin pausas.

## Trama
La novela narra la caída del poder del califa Vathek, quien renuncia al islam y se involucra junto con su madre, Carathis, en una serie de actividades licenciosas y deplorables diseñadas para ganar poderes sobrenaturales. Al final de la novela, en lugar de alcanzar estos poderes, Vathek desciende a un infierno gobernado por el ángel caído Iblís donde es condenado a vagar sin fin y sin palabras. 

## Influencia
El músico español Luis Delgado publicó un disco llamado Vathek, inspirado en la obra literaria.[cita requerida]